# Mandritsara (Betafo)
Mandritsara – gmina na Madagaskarze, w regionie Vakinankaratra, w dystrykcie Betafo. W 2001 roku zamieszkana była przez 13 200 osób. Siedzibę administracyjną stanowi miejscowość Mandritsara.